# O, dat je doodgaat
O, dat je doodgaat is een gedicht van Peter Coret, pseudoniem van de Nederlandse schrijver Cees van der Pluijm (1954-2014), dat in 1986 voor het eerst verscheen.

## Geschiedenis
Van der Pluijm was lid en ook secretaris van het Genootschap voor Tegennatuurlijke Letteren dat zijn oorsprong vond in Nijmegen waar oorspronkelijk de meeste leden gevestigd waren. Onder de leden van dit genootschap bevonden zich behalve letterkundigen ook drukkers zoals Ger Kleis en Ton Leenhouts van de Tight End Press die ook werk van Van der Pluijm/Coret drukten. Met enige regelmaat verschenen uitgaven, al dan niet in opdracht gedrukt, van dit genootschap. Deze uitgave verscheen, blijkens het colofon, ter gelegenheid van "het lustrumfeest van het Genootschap voor Tegennatuurlijke Letteren op 29 maart 1986". Het betrof een gedicht waarin het niet ongebruikelijke thema van de dichter, de dood, centraal stond.
Het gedicht opende met de eerste strofe:
O, dat je doodgaat, kan ik niet vergeten,
Dat dan de navelstreng wordt doorgesneden
Verwart mij als een angstig visioen
Het gedicht opent met een over twee regels gedrukte initiaal, kent zes drieregelige strofen waarvan geen enkele regel eindigt met een punt. In de laatste strofe spreekt de dichter zijn moeder aan: "O Moeder, als je dood bent, zal ik weten / Wat Waarheid is".
Het gedicht werd opgenomen in de gedichtenbundel Vanitas die in 1988 door de Amsterdamse uitgeverij De woelrat werd uitgegeven en op 12 november 1988 te Nijmegen door Adriaan van Dis werd gepresenteerd.

### Uitgave
De uitgave verscheen in 1986, blijkens het colofon, in een met de hand genummerde oplage van 45 exemplaren, met de hand gezet en gedrukt door de Amsterdamse Veerpers, enkele exemplaren gesigneerd door de dichter. Van de oplage verschenen vijf exemplaren op 19e-eeuws papier, waarvan exemplaren bestaan waaraan het gedicht in handschrift is toegevoegd als bijlage; dit betreft ook minstens een HC-exemplaar.